# علی فاتح
علی فاتح (زاده ۲۳ خرداد ۱۳۷۲) بازیکن فوتبال اهل ایران است. فاتح در حال حاضر عضو تیم باشگاه فوتبال نود ارومیه است و در پست مهاجم بازی می‌کند.